# Żydowskie Towarzystwo Krajoznawcze w Polsce
Żydowskie Towarzystwo Krajoznawcze w Polsce (ŻTK; jid. Jidyszer Gezełszaft far Łandkentnisz in Pojłn) – największe w Polsce okresu międzywojennego żydowskie stowarzyszenie grupujące turystów i krajoznawców.
ŻTK powstało 31 lipca 1926 i stawiało sobie za cel gromadzenie i opracowywanie materiałów krajoznawczych dotyczących ziem polskich oraz etnografii żydowskiej, ochronę przyrody, krajobrazu oraz zabytków ziem polskich (szczególnie żydowskich), popularyzację turystyki i krajoznawstwa oraz rozbudzenie zamiłowania do zwiedzania Polski. Od lat 30. rozwijano też turystykę kwalifikowaną tworząc sekcje motocyklowe, kajakowe, narciarskie i pływackie.
W 1936 r. ŻTK posiadało 20 oddziałów i 4 tys. członków. Towarzystwo posiadało schroniska stałe i sezonowe – m.in. w Zakopanem, Karwi, Worochcie i Zaleszczykach. Wydawano także czasopisma Wiadomości ŻTK oraz Krajoznawstwo, a w 1937 r. oddano do użytku bibliotekę liczącą około tysiąca książek z dziedziny krajoznawstwa oraz 200 map i laboratorium fotograficzne dostępne dla członków stowarzyszenia.
Ogółem w latach 1927–1937 Towarzystwo zorganizowało 1549 wycieczek, z których skorzystało 33 666 osób z całej Polski.
ŻTK działało do roku 1939 r.